# إعلان المملكة المتحدة الحرب على ألمانيا (1914)
أعلنت بريطانيا الحرب على ألمانيا في 4 أغسطس/آب 1914. وجاء هذا الإعلان نتيجةً لرفض ألمانيا سحب قواتها من بلجيكا المحايدة. وفي عام 1839، وقّعت المملكة المتحدة لبريطانيا العظمى وأيرلندا، وفرنسا، وبروسيا (أكبر سلف للإمبراطورية الألمانية) معاهدة لندن التي ضمنت سيادة بلجيكا. 
ومع ذلك، فإن السبب الفعلي كان له علاقة على الأقل بالخوف البريطاني من أن يؤدي عدم مساعدتهم إلى هزيمة محتملة لفرنسا إلى هيمنة ألمانيا في أوروبا الغربية، مع إشارة كريستوفر كلارك إلى أن مجلس الوزراء البريطاني قرر، في 29 يوليو 1914، أن كونه من الموقعين على معاهدة 1839 التي تضمن حدود بلجيكا لا يلزمه بمعارضة الغزو الألماني لبلجيكا بالقوة العسكرية. وفقًا لإيزابيل هول:
تُلخّص أنيكا مومباور التأريخ الحالي بشكل صحيح: "قلّة من المؤرخين ما زالوا يُصرّون على أن "استباحة بلجيكا" كان الدافع الحقيقي لإعلان بريطانيا الحرب على ألمانيا". بدلاً من ذلك، يُفسّر دور الحياد البلجيكي على أنه ذريعة لتعبئة الرأي العام، أو لمنح المتطرفين المُحرجين في الحكومة مبررًا للتخلي عن مبدأ السلمية وبالتالي البقاء في مناصبهم، أو - في الروايات الأكثر ميلًا إلى نظريات المؤامرة - كغطاء لمصالح إمبريالية مكشوفة.
في ذلك الوقت، كانت الحكومة البريطانية في لندن مسؤولة عن الشؤون الخارجية ليس فقط للمستعمرات والمحميات البريطانية ولكن أيضًا للمستعمرات الخمس، لذا فإن إعلانها للحرب كان نيابة عن الإمبراطورية البريطانية بأكملها.

## ترتيب الأحداث
في 3 أغسطس 1914، أعلن السير إدوارد جراي، وزير الخارجية، لمجلس العموم معلومات تلقاها من المفوضية البلجيكية في لندن. وقال إن المسؤولين البلجيكيين أبلغوه أنهم تلقوا إشعارًا من ألمانيا تقترح على بلجيكا الحياد الودي، بما في ذلك المرور الحر على الأراضي البلجيكية، وتعد بالحفاظ على استقلال المملكة وممتلكاتها عند إبرام السلام، وتهدد، في حالة الرفض، بمعاملة بلجيكا كعدو. وقد تم تحديد مهلة زمنية مدتها اثنتي عشرة ساعة للرد. ثم أبلغ جراي المجلس بأن بلجيكا أبلغته بأنها لن تدخل في أي اتفاق مع ألمانيا. 
في 4 أغسطس 1914، أدلى هربرت أسكويث، رئيس الوزراء، بالبيان التالي في مجلس العموم: 
 ناشد ملك بلجيكا جلالته التدخل الدبلوماسي نيابة عن بلجيكا. كما أُبلغت حكومة جلالته أن الحكومة الألمانية قد سلمت الحكومة البلجيكية مذكرة تقترح الحياد الودي الذي ينطوي على المرور الحر عبر الأراضي البلجيكية، وتَعِد بالحفاظ على استقلال وسلامة المملكة وممتلكاتها، عند إبرام السلام، مُهَدِّدةً في حالة رفض معاملة بلجيكا كعدو. طُلِب ردٌّ خلال اثنتي عشرة ساعة. كما نفهم أن بلجيكا رفضت ذلك رفضًا قاطعًا باعتباره انتهاكًا صارخًا لقانون الأمم. حكومة جلالته مُلزمة بالاحتجاج على هذا الانتهاك لمعاهدة تُعد ألمانيا طرفًا فيها بالاشتراك معها، ويجب أن تطلب ضمانًا بعدم قبول الطلب المُقدَّم إلى بلجيكا، وأن ألمانيا ستحترم حيادها. يجب أن تطلب ردًا فوريًا.

في 5 أغسطس 1914، قال أسكويث لمجلس العموم: 
استلم سفيرنا في برلين جوازات سفره الساعة السابعة من مساء أمس، ومنذ الساعة الحادية عشرة من مساء أمس، كانت حالة الحرب قائمة بيننا وبين ألمانيا.
تلقينا من وزيرنا في بروكسل البرقية التالية: "تلقيتُ للتو من وزير الخارجية - أي وزير الخارجية البلجيكي - مذكرةً نصها الحرفي: "تأسف الحكومة البلجيكية لإبلاغ حكومة جلالته أن القوات المسلحة الألمانية توغلت هذا الصباح في الأراضي البلجيكية، منتهكة بذلك الالتزامات المتعهد بها بموجب المعاهدة.'"

وفي الاجتماع نفسه، صوت مجلس العموم على الموافقة على تخصيص مبلغ 100 مليون جنيه إسترليني (12.4 مليار جنيه إسترليني في عام 2023) للمجهود الحربي.
وفي نفس اليوم، نشرت جريدة لندن غازيت ملحقًا خاصًا يحتوي على وثيقتين مؤرختين في اليوم السابق (4 أغسطس).  صدرت الأولى عن وزارة الخارجية:
حالة حرب
أبلغت حكومة جلالة الملك الحكومة الألمانية في 4 أغسطس/آب 1914، أنه ما لم تتلقَّ ردًا مرضيًا على طلب حكومة جلالته ضمانًا باحترام ألمانيا لحياد بلجيكا بحلول منتصف ليل ذلك اليوم، فإن حكومة جلالته ترى نفسها ملزمة باتخاذ جميع الخطوات اللازمة لدعم هذا الحياد والالتزام بمعاهدة تُعد ألمانيا طرفًا فيها تمامًا مثل بريطانيا العظمى.
ونتيجةً لهذا الاتصال، اضطر سفير جلالته في برلين إلى طلب جوازات سفره، وعليه، أبلغت حكومة جلالته الحكومة الألمانية رسميًا بوجود حالة حرب بين البلدين اعتبارًا من الساعة الحادية عشرة مساءً من اليوم.
وزارة الخارجية،
4 أغسطس/آب 1914

كان الأمر الثاني عبارة عن أمر صادر من المجلس باسم الملك جورج الخامس يتعلق بوضع الشحن التجاري بموجب اتفاقية لاهاي لعام 1907. وقد بدأ الأمر على النحو التالي:
"إن جلالته، إذ يدرك الآن أن حالة الحرب قائمة بين هذا البلد وألمانيا، ..."

وكتب ونستون تشرشل في وقت لاحق:
كانت الساعة الحادية عشرة ليلاً - الثانية عشرة بتوقيت ألمانيا - عندما انقضت مهلة الإنذار. فُتحت نوافذ الأميرالية على مصراعيها في هواء الليل الدافئ. تحت السقف الذي تلقى منه نيلسون أوامره، تجمعت مجموعة صغيرة من الأدميرالات والنقباء ومجموعة من الموظفين، أقلامهم في أيديهم، ينتظرون. على طول الشارع الرئيسي، من جهة القصر، انبعث صوت حشد ضخم ينشد "حفظ الله الملك". على هذه الموجة العميقة، انكسرت دقات ساعة بيغ بن؛ ومع انطلاق دقات الساعة الأولى، اجتاح حفيف حركة الغرفة. أُرسلت برقية الحرب، التي تعني "ابدأوا الأعمال العدائية ضد ألمانيا"، إلى السفن والمؤسسات التي تحمل الراية البيضاء في جميع أنحاء العالم.
مشيتُ عبر موكب حرس الخيالة إلى قاعة مجلس الوزراء، وأبلغتُ رئيس الوزراء والوزراء المجتمعين هناك بأن الأمر قد تم.

في صباح يوم 5 أغسطس، ترأس لويس هاركورت، وزير الدولة للمستعمرات، لجنة فرعية تابعة للجنة الدفاع الإمبراطوري والتي أوصت مجلس الوزراء بإرسال بعثات للاستيلاء على معظم المستعمرات الألمانية في الخارج: شرق أفريقيا الألمانية وجنوب غرب أفريقيا الألمانية وتوغولاند والكاميرون؛ ودعوة أستراليا للاستيلاء على غينيا الجديدة الألمانية وياب، ودعوة نيوزيلندا لإرسال بعثة للاستيلاء على ساموا، وناورو. 